# Kleine Schriften zur Celler Stadtgeschichte
Die Kleinen Schriften zur Celler Stadtgeschichte werden laut ihrem Untertitel von der Stadt Celle beziehungsweise dem Stadtarchiv Celle herausgegeben. Die unregelmäßig erscheinende Zeitschrift erscheint teilweise zugleich als Bände in der Reihe Arbeitshefte zur Denkmalpflege in Niedersachsen.
Die Schriften erschienen darüber hinaus je nach Themen-Schwerpunkten in unterschiedlichen Verlagen, darunter in Hameln bei CW Niemeyer Buchverlage, in Bielefeld im Verlag für Regionalgeschichte sowie in Bad Karlshafen bei Deutschen Hugenotten-Verein.